# Fiódor Chispiyakov
Fedor Stepanovich Chispiyakov (en cirílico ruso: Фёдор Степанович Чиспияков, Mezhduréchensk, 1906-1978) fue un escritor ruso considerado el padre de la literatura shor.
Se formó en Moscú y regresó a Siberia para trabajar como profesor.

## Obra
- Шолбан, 1934
- Чулеш,  Таныш, entre otras, años 1940